# Хрупищки мост
Хрупищкият мост (на гръцки: Γεφύρι Άργους Ορεστικού) е стар каменен мост в Егейска Македония, Гърция. Мостът е разположен на река Бистрица (Алиакмонас), на пътя, излизащ на запад от град Хрупища (Аргос Орестико) в посока Госно (Лаханокипи).
Първоначално мостът е каменна, седемсводеста конструкция, от която днес са оцелели само две дъги. В съседство е построен нов пътен мост.